# Melvin Bridgman
Melvin John Bridgman, dit Mel Bridgman, (né le 28 avril 1955 à Trenton, dans la province de l'Ontario au Canada) est un joueur professionnel canadien de hockey sur glace qui évoluait au poste de centre.

## Carrière
En 1975, il fut sélectionné lors du repêchage de la Ligue nationale de hockey à la première position par les Flyers de Philadelphie. Il fut également sélectionné en quatrième position par les Spurs de Denver lors du repêchage de l'Association mondiale de hockey mais choisit de rejoindre les Flyers et la LNH.
Il joua pendant 14 saisons dans la LNH, marquant 252 buts et 449 aides en 977 matchs. Sa meilleure saison fut celle de 1981-1982 où il inscrivit 33 buts et 54 aides.
En 1992, il fut le premier directeur général des Sénateurs d'Ottawa, nouvelle franchise de LNH lors de l'expansion de 1992.

## Statistiques
| Saison     | Équipe                    | Ligue      |     | Saison régulière | Saison régulière | Saison régulière | Saison régulière | Saison régulière |    | Séries éliminatoires | Séries éliminatoires | Séries éliminatoires | Séries éliminatoires | Séries éliminatoires |
| Saison     | Équipe                    | Ligue      | PJ  | B                | A                | Pts              | Pun              | PJ               | B  | A                    | Pts                  | Pun                  |                      |                      |
| 1971-1972  | Cougars de Victoria       | LHOC       | 4   | 0                | 0                | 0                | 0                |                  |    |                      |                      |                      |                      |                      |
| 1972-1973  | Clippers de Nanaimo       | LHCB       |     |                  |                  |                  |                  |                  |    |                      |                      |                      |                      |                      |
| 1972-1973  | Cougars de Victoria       | LHOC       | 4   | 1                | 1                | 2                | 0                |                  |    |                      |                      |                      |                      |                      |
| 1973-1974  | Cougars de Victoria       | LHOC       | 62  | 26               | 39               | 65               | 149              |                  |    |                      |                      |                      |                      |                      |
| 1974-1975  | Cougars de Victoria       | LHOC       | 66  | 66               | 91               | 157              | 175              | 12               | 12 | 6                    | 18                   | 34                   |                      |                      |
| 1975-1976  | Flyers de Philadelphie    | LNH        | 80  | 23               | 27               | 50               | 86               | 16               | 6  | 8                    | 14                   | 31                   |                      |                      |
| 1976-1977  | Flyers de Philadelphie    | LNH        | 70  | 19               | 38               | 57               | 120              | 7                | 1  | 0                    | 1                    | 8                    |                      |                      |
| 1977-1978  | Flyers de Philadelphie    | LNH        | 76  | 16               | 32               | 48               | 203              | 12               | 1  | 7                    | 8                    | 36                   |                      |                      |
| 1978-1979  | Flyers de Philadelphie    | LNH        | 76  | 24               | 35               | 59               | 184              | 8                | 1  | 2                    | 3                    | 17                   |                      |                      |
| 1979-1980  | Flyers de Philadelphie    | LNH        | 74  | 16               | 31               | 47               | 136              | 19               | 2  | 9                    | 11                   | 70                   |                      |                      |
| 1980-1981  | Flyers de Philadelphie    | LNH        | 77  | 14               | 37               | 51               | 195              | 12               | 2  | 4                    | 6                    | 39                   |                      |                      |
| 1981-1982  | Flyers de Philadelphie    | LNH        | 9   | 7                | 5                | 12               | 47               | --               | -- | --                   | --                   | --                   |                      |                      |
| 1981-1982  | Flames de Calgary         | LNH        | 63  | 26               | 49               | 75               | 94               | 3                | 2  | 0                    | 2                    | 14                   |                      |                      |
| 1982-1983  | Flames de Calgary         | LNH        | 79  | 19               | 31               | 50               | 103              | 9                | 3  | 4                    | 7                    | 33                   |                      |                      |
| 1983-1984  | Devils du New Jersey      | LNH        | 79  | 23               | 38               | 61               | 121              | --               | -- | --                   | --                   | --                   |                      |                      |
| 1984-1985  | Devils du New Jersey      | LNH        | 80  | 22               | 39               | 61               | 105              | --               | -- | --                   | --                   | --                   |                      |                      |
| 1985-1986  | Devils du New Jersey      | LNH        | 78  | 23               | 40               | 63               | 80               | --               | -- | --                   | --                   | --                   |                      |                      |
| 1986-1987  | Devils du New Jersey      | LNH        | 51  | 8                | 31               | 39               | 80               | --               | -- | --                   | --                   | --                   |                      |                      |
| 1986-1987  | Red Wings de Détroit      | LNH        | 13  | 2                | 2                | 4                | 19               | 16               | 5  | 2                    | 7                    | 28                   |                      |                      |
| 1987-1988  | Red Wings de l'Adirondack | LAH        | 2   | 1                | 2                | 3                | 0                | --               | -- | --                   | --                   | --                   |                      |                      |
| 1987-1988  | Red Wings de Détroit      | LNH        | 57  | 6                | 11               | 17               | 42               | 16               | 4  | 1                    | 5                    | 12                   |                      |                      |
| 1988-1989  | Canucks de Vancouver      | LNH        | 15  | 4                | 3                | 7                | 10               | 7                | 1  | 2                    | 3                    | 10                   |                      |                      |
| Totaux LNH | Totaux LNH                | Totaux LNH | 977 | 252              | 449              | 701              | 1 625            | 125              | 28 | 39                   | 67                   | 298                  |                      |                      |